# Оркестр замковой стражи и полиции Чешской Республики

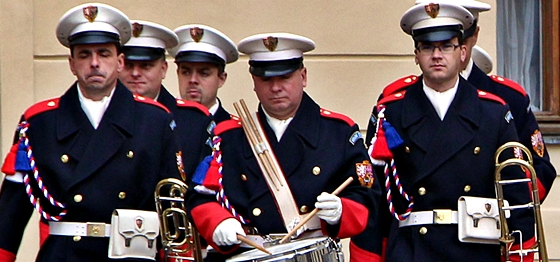
Небольшой ансамбль оркестра во время смены караула в Пражском граде в ноябре 2017 года

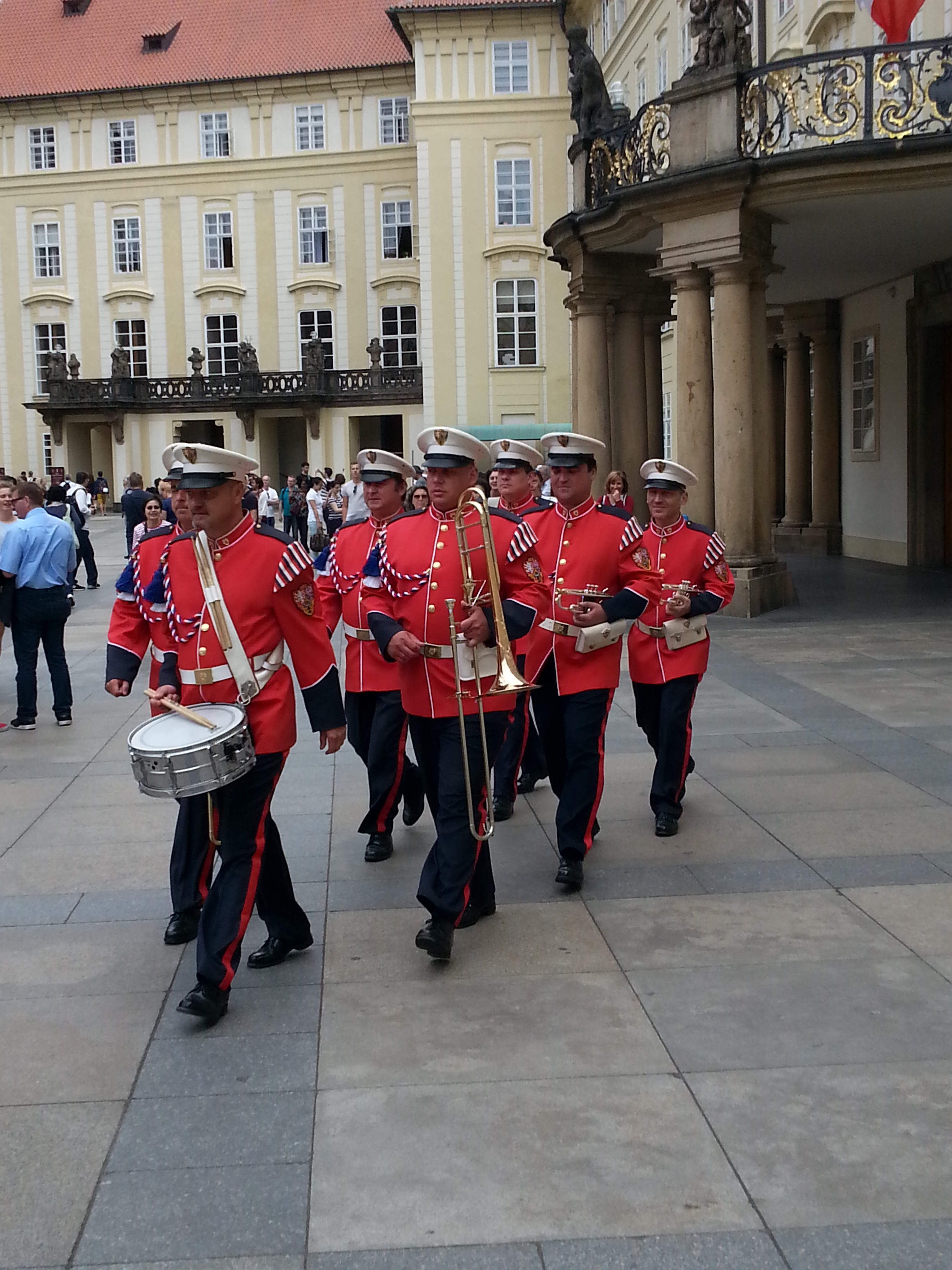
Группа в Пражском граде в июне 2015 года.

Оркестр замковой стражи и полиции Чешской Республики (чеш.  Hudba Hradní stráže a Policie České republiky) — совместный музыкальный ансамбль Замковой стражи и Полиции Чехии. Его командиром (главным дирижером) является полковник Вацлав Блахунек.

## История
Оркестр был основан в 1945 году. С 1953 года он в подчинение Министерству внутренних дел и стал представительным оркестром Замковой стражи. Название «Оркестр замковой гвардии и полиции Чешской Республики» было принято в 1990 году..
Оркестр отвечает за музыкальное сопровождение всех церемоний в Пражском Граде и в городе Лани, а также вместе с замковой стражей выполняет представительские функции во время государственных визитов и при аккредитаций послов и амбассадоров. Он также представляет полицию Чешской Республики на церемониях, организованных Чешским министерством внутренних дел и полиции.
Оркестр также выступает на многих фестивалях и организовывает множество концертов в известных местах в Чехии и в Праге. С 1995 года, каждые два года он организует Фестипол, это международный фестиваль оркестров и хоров полицейских оркестров, в котором принимают участие полицейские оркестры со всего мира..
Оркестр также организовал множество концертных туров, в ходе которых он посетил 20 стран мира. Наиболее частые гастроли проходят в Италии, где оркестр побывал 10 раз с 1988 года. В мае 2015 года оркестр дал концерт в Ватикане. Оркестр записал более 20 альбомов
Оркестр постоянно состоит из трех дирижеров: полковника Вацлава Блахунека (командир), полковника Иржи Кубика и полковника Яна Застеры..

## Примечание
1. 1 2 3 4 5 6 7 8 9 10 11 12 13  Hudba Hradní stráže a Policie České republiky. policie.cz. Архивная копия от 4 мая 2023 на Wayback Machine
2. ↑  Redakce. Hudba Hradní stráže a Policie ČR poděkovala koncertem zaměstnancům nemocnice (9 июня 2020). Дата обращения: 17 декабря 2020. Архивная копия от 23 мая 2023 на Wayback Machine
3. ↑  M. H. Billboard. HUDBA HRADNÍ STRÁŽE A POLICIE ČESKÉ REPUBLIKY PODĚKOVALA KLADENSKÝM ZDRAVOTNÍKŮM MALÝM KONCERTEM. Oblastní nemocnice Kladno. Дата обращения: 17 декабря 2020. Архивная копия от 24 сентября 2023 на Wayback Machine
4. ↑  J. S. K. Internet. Sukces Orkiestry Reprezentacyjnej Policji na festiwalu policyjnych orkiestr w Pradze. Informacyjny Serwis Policyjny. Дата обращения: 17 декабря 2020. Архивная копия от 23 мая 2023 на Wayback Machine